# ゲロンティアスの夢
『ゲロンティアスの夢』（英語: The Dream of Gerontius）作品38は、エドワード・エルガーが作曲したオラトリオ。『ジェロンティアスの夢』と表記されることもある。

## 作曲・初演経緯
1889年、エルガーは32歳の時にキャロライン・アリス・ロバーツと結婚した。彼女はエルガーのヴァイオリンの教え子で、エルガーより8歳4ヶ月年上だったが、愛情によって結ばれた。ウスターのナイト神父が結婚の祝いにエルガーに贈ったのが、ジョン・ヘンリー・ニューマン枢機卿の長編詩『ゲロンティアスの夢』だった。カトリック教徒であったエルガーはこの詩に感銘を受け、「少なくとも8年間もの間に、この詩は私の心の中にあったが、著者の思想を私自身の音楽的な刺激の中へ徐々に同化していった。」と説明している。自筆のスコアには「1900年の夏、バーチウッドにて」記録されているが、その年43歳の誕生日を迎えた4日後の6月6日にようやく完成を見た。
初演は1900年10月3日、バーミンガム音楽祭において、ハンス・リヒターの指揮によって行なわれた。当時の聴衆はヘンデル風のオラトリオを期待していたが、エルガーの新しいアプローチに戸惑いを隠せなかったという。しかし、バーナード・ショウを含む一部の批評家たちは『ゲロンティアスの夢』を傑作と認め、曲の神秘と詩情、効果的な合唱書法、鮮やかな音楽的心象、気高い精神性などが賞賛された。
また、1901年12月19日、ユリウス・ブーツのドイツ語訳によるヨーロッパ大陸初演が、ブーツの指揮でデュッセルドルフにおいて行われた。ブーツは同年同地におけるニーダーライン音楽祭で5月19日に再演した。当時既に音楽界では著名な存在だったリヒャルト・シュトラウスがこの公演に出席した後、レセプション・パーティで「イギリスの最初の進歩的な作曲家マイスター・エルガーの成功と健康のために乾杯」と祝辞を述べた。これによって、エルガーの名はドイツでも一躍有名になった。イギリスでも『ゲロンティアスの夢』は聴衆から愛好されるようになり、以後ヘンデルの『メサイア』、メンデルスゾーンの『エリヤ』と並んで3大オラトリオとして親しまれている。
日本初演は1975年9月19日、東京厚生年金会館において、山口貴指揮、フィルハーモニー合唱団、日本フィルハーモニー交響楽団によって行われた。

## 配役
- ゲロンティアス（テノール）
- 第1部
  - 司祭（バリトン）
  - 友人たち（混声合唱）
- 第2部
  - 天使（メゾソプラノ）
  - 苦しみの天使（バリトン）
  - 悪魔たち、エンジェリカルたち[注 1][2]、煉獄の魂たち（混声合唱）
  - 神（管弦楽）

## 楽器編成
フルート2（ピッコロ任意）、オーボエ2（コールアングレ持ち替え）、クラリネット2、バスクラリネット、ファゴット2、コントラファゴット、ホルン4、トランペット3、トロンボーン3、テューバ、ティンパニ3、大太鼓、シンバル他、鐘類（鈴、ベル、グロッケンシュピールなど）、ハープ、オルガン、弦五部。

## 構成
全2部からなる。
- 第1部（約30分）
- 第2部（約55分）

## あらすじ

### 第1部
作品中の様々なモチーフを用いて荘重な序曲が全体の青写真を描く。序曲が盛り上がりを見せ、冒頭の不安げなテーマに戻ったところで、瀕死のゲロンティアスは死期が迫った恐怖のあまり祈りを乞う。それに呼応して友人たちも一斉に祈りの声をあげる。中間、ゲロンティアスの歌う「Sanctus Fortis」で第1部の山場を形成する。第1部の全体を支配するのは「不安」「恐れ」「病」といった重苦しい空気である。そんな暗い道筋に微かな希望を抱かせるかのように登場するのが司祭である。司祭の導きによって、ゲロンティアスは一旦穏やかな心を取り戻すとともにこの世から旅立つ。

### 第2部
別世界へ旅立ったゲロンティアスはもはや肉体を持たない魂と化している。ここで彼は天使に出会う。天使の導きに不安を捨てきれないままゲロンティアスはついて行く。そこでは醜い呪いの言葉を投げかける悪魔たちが、ゲロンティアスを堕落させようと攻撃をしかけてくる。天使の導きにより、これをすり抜けると、今度はエンジェリカルたちの歌声を聞く。この壮大で崇高な響きに触れたゲロンティアスから「恐れ」が消え去った。そして、苦しみの天使から祝福の言葉を受けたゲロンティアスは、いよいよ「その時」を迎える。ほんの一瞬ながら彼は神の姿を垣間見たのだ。その瞬間、彼の内なるもの全てが浄化された。導きの仕事を終えた天使が、エンジェリカルたちとともに清らかな告別の歌を歌い曲は感動的に終わる。

## 註
1. ↑  Angelicalsとは、天使よりは位階の低い聖なる者たち、または公審判前の善人の魂あるいは霊といった範疇に入ると解釈できる（Angelsの形容詞形）。相当する日本語訳は、カトリック教会の公式な教えの中には存在しない。精霊や聖霊などとも意味合いが異なる。